# Los hijos de María Morales
Los hijos de María Morales es una película de comedia mexicana de 1952 producida y dirigida por Fernando de Fuentes y protagonizada por Pedro Infante, Antonio Badú, Emma Roldán, Carmelita González, Irma Dorantes, Josefina Leiner y Verónica Loyo. Esta película constituye el debut cinematográfico de la actriz y cantante Verónica Loyo.

## Trama
Dos hermanos (Pedro Infante y Antonio Badú); parranderos, jugadores y mujeriegos; se pasan la vida de feria en feria; timando a la gente y enamorando a cuantas mujeres se les cruzan por el camino. Un buen día el amor les tiende una trampa; y los famosos Morales queriendo ser gavilanes, resultaran siendo palomas.

## Reparto
- Pedro Infante - José Morales
- Antonio Badú - Luis Morales
- Emma Roldán - María Morales
- Carmelita González - Gloria Magaña
- Irma Dorantes - María Salvatierra
- Josefina Leiner - Lupe
- Verónica Loyo - Lola Gómez «La Tórtola»
- Andrés Soler - Carlos Salvatierra
- Tito Novaro - Tomás Gutiérrez
- José Muñoz - bandido
- Salvador Quiroz - Don Tacho «Barman»
- Lupe Inclán - Chencha
- Lupe Carriles - Martina